# Pristaulacus morawitzi
Pristaulacus morawitzi är en stekelart som först beskrevs av Semenow 1892.  Pristaulacus morawitzi ingår i släktet Pristaulacus och familjen vedlarvsteklar. Inga underarter finns listade i Catalogue of Life.